# 哈泥长突蛛
哈泥长突蛛（学名：Bathyphantes haniensis）为皿蛛科长突蛛属的动物。在中国大陆，分布于吉林等地。该物种的模式产地在吉林。